# Jugów
Jugów is een plaats in het Poolse district  Kłodzki, woiwodschap Neder-Silezië. De plaats maakt deel uit van de gemeente Nowa Ruda en telt 3500 inwoners.

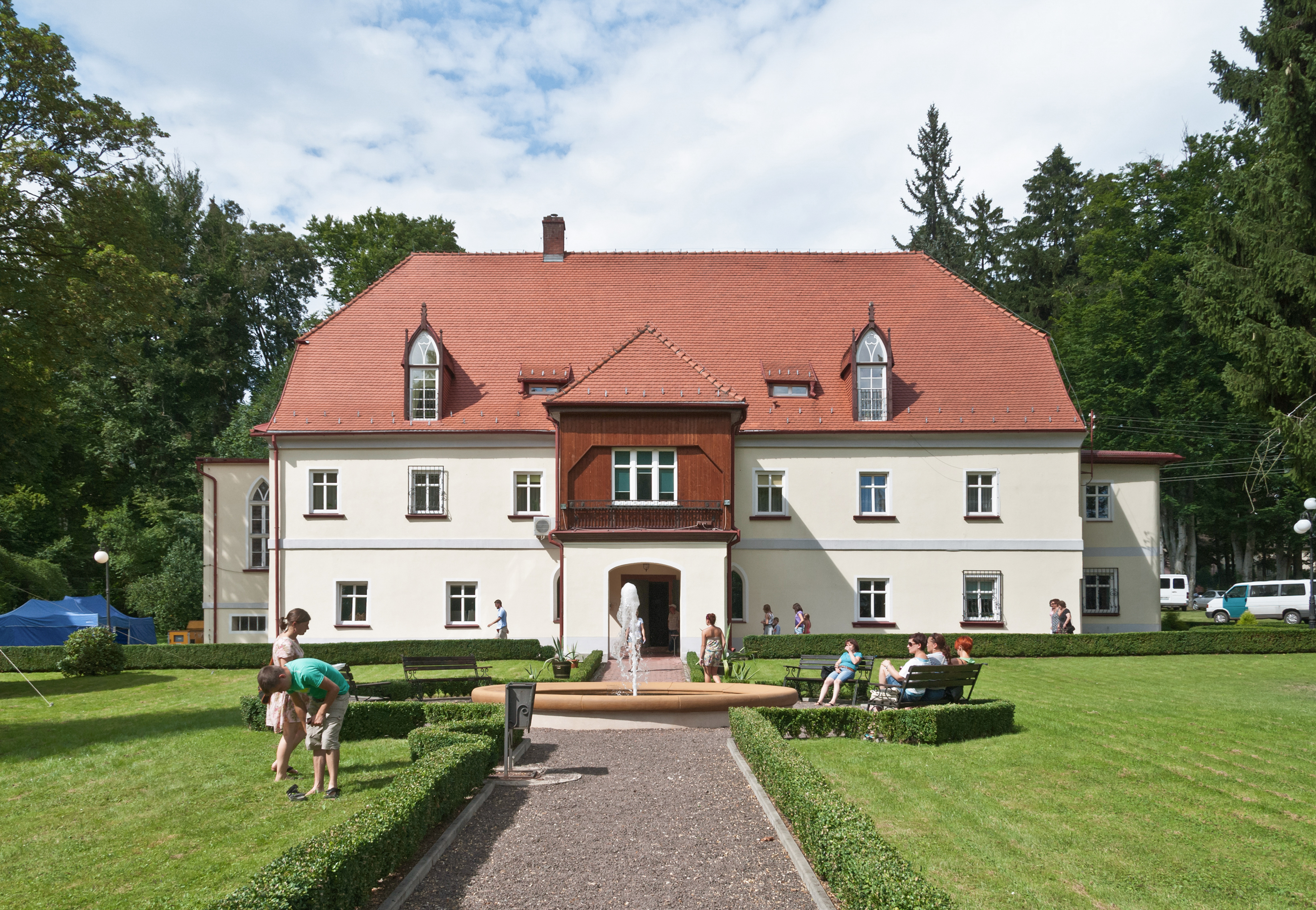
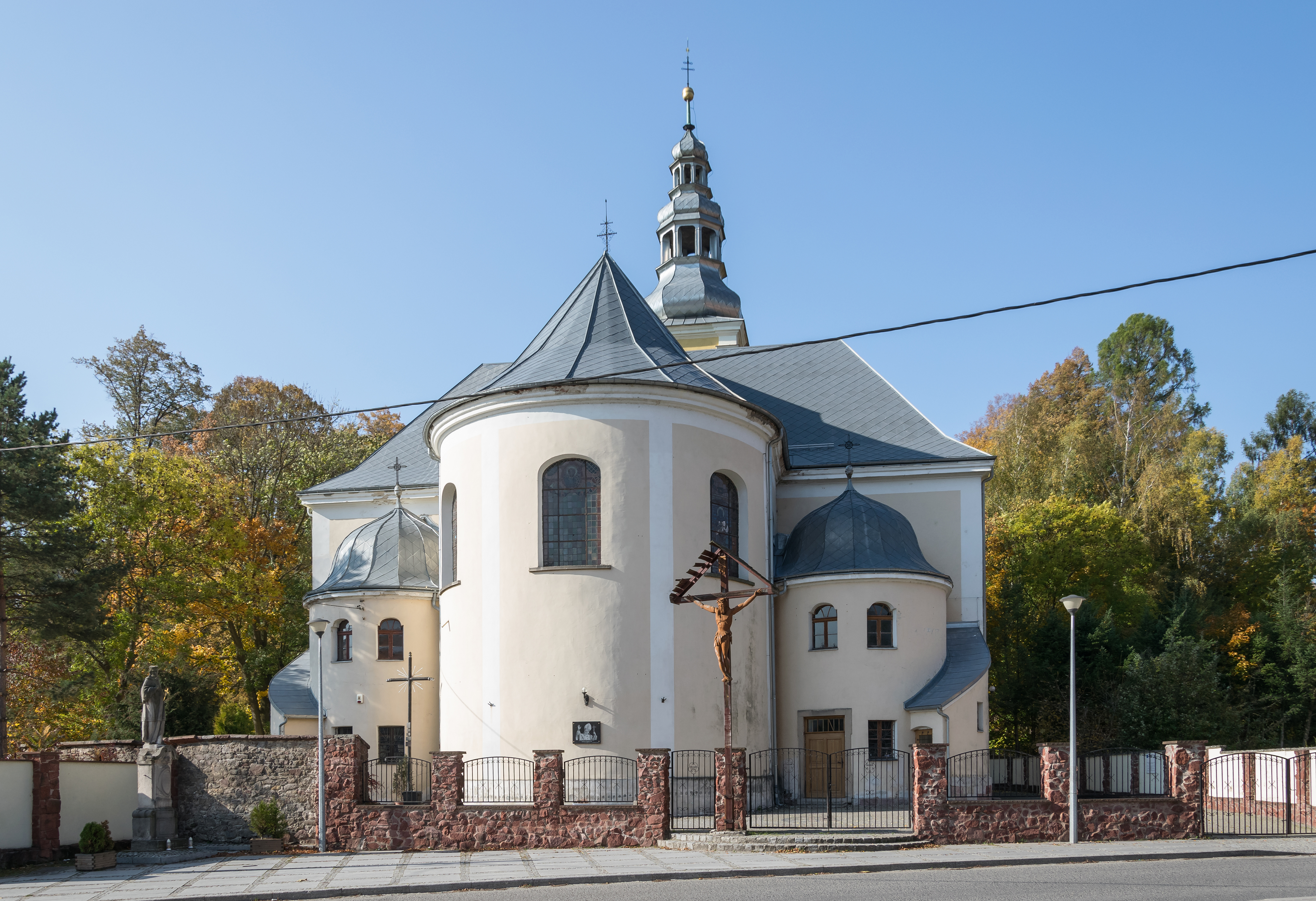